# بوسوتوو
بوسوتوو (به لهستانی:  Bosutów) یک روستا در لهستان است که در گمینا ژلونکی واقع شده‌است. بوسوتوو ۶۷۲ نفر جمعیت دارد.